# NGC 4580
NGC 4580 est une galaxie spirale intermédiaire située dans la constellation de la Vierge. Sa vitesse par rapport au fond diffus cosmologique est de 1 372 ± 24 km/s, ce qui correspond à une distance de Hubble de 20,2 ± 1,5 Mpc (∼65,9 millions d'al). Cette galaxie a été découverte par l'astronome germano-britannique William Herschel en 1786.
La classe de luminosité de NGC 4580 est I et elle présente une large raie HI. De plus, c'est une galaxie LINER, c'est-à-dire une galaxie dont le noyau présente un spectre d'émission caractérisé par de larges raies d'atomes faiblement ionisés.
NGC 4580 faisait partie des galaxies étudiées lors du relevé de l'hydrogène neutre de l'amas de la Vierge par le Very Large Array. Les résultats de cette étude sont sur cette page du site du VLA.

## Morphologie
NGC 4580 a été utilisée par Gérard de Vaucouleurs comme une galaxie de type morphologique SA(rs)ab dans son atlas des galaxies,.
Eskridge, Frogel et Pogge ont publié un article en 2002 décrivant la morphologie de 205 galaxies spirales ou lenticulaires rapprochées. Les observations ont été réalisées dans la bande H de l'infrarouge et dans la bande B (le bleu). Selon Eskridge et ses collègues, NGC 4580 est de type S(r)b dans la bande B et dans la bande H. Le bulbe de NGC 4580 est petit, circulaire et encastré dans un disque interne lisse. La bordure du disque intérieur est défini par un anneau interne proéminent. L'anneau est formé d'une paire de bras spiraux qui se détachent après avoir tourné de 180°. Dépassé l'anneau, les bras se brisent en une spirale cotonneuse.

### Disque galactique
NGC 4580 présente un disque tronqué, et en raison de son mouvement dans le milieu intergalactique dans l'amas de la Vierge, elle subit une pression dynamique qui la dépouille de ses gaz, mais elle présente un taux de formation d'étoiles normal.

## Distance de NGC 4580
À ce jour, une douzaine de mesures non basées sur le décalage vers le rouge (redshift) donnent une distance de 21,368 ± 11,159 Mpc (∼69,7 millions d'al), ce qui est à l'intérieur des valeurs de la distance de Hubble. Cependant, cette galaxie est relativement rapprochée du Groupe local et les mesures indépendantes sont souvent assez différentes des distances de Hubble pour les galaxies rapprochées en raison de leur mouvement propre dans le groupe où l'amas où elles sont situées. Notons que c'est avec la valeur moyenne des mesures indépendantes, lorsqu'elles existent, que la base de données NASA/IPAC calcule le diamètre d'une galaxie.

## Groupes de M49, de M60 et l'amas de la Vierge
Selon A.M. Garcia, NGC 4580 est l'une des nombreuses galaxies du groupe de M49 (127 au total) qu'il a décrit dans un article publié en 1993. On retrouve dans cette liste 63 galaxies du New General Catalogue dont NGC 4382 (M85), NGC 4472 (M49), NGC 4516, NGC 4649 (M60) ainsi que 20 galaxies de l'Index Catalogue.
D'autre part, NGC 4580 apparait aussi dans une liste de 227 galaxies d'un article publié par Abraham Mahtessian en 1998. Cette liste comporte plus de 200 galaxies du New General Catalogue et une quinzaine de galaxies de l'Index Catalogue. On retrouve dans cette liste 10 autres galaxies du Catalogue de Messier, soit M49, M58, M60, M61, M85, M87, M88, M91, M99 et M100.
Toutes les galaxies de la liste de Mahtessian ne constituent pas réellement un groupe de galaxies. Ce sont plutôt plusieurs groupes de galaxies qui font tous partie d'un amas galactique, l'amas de la Vierge. Pour éviter la confusion avec l'amas de la Vierge, on peut donner le nom de groupe de M60 à cet ensemble de galaxies, car c'est l'une des plus brillantes de la liste. L'amas de la Vierge est en effet beaucoup plus vaste et compterait environ 1300 galaxies, et possiblement plus de 2000, situées au cœur du superamas de la Vierge, dont fait partie le Groupe local,.
De nombreuses galaxies de la liste de Mahtessian se retrouvent dans onze groupes décrits dans l'article d'A.M. Garcia, soit le groupe de NGC 4123 (7 galaxies), le groupe de NGC 4261 (13 galaxies), le groupe de NGC 4235 (29 galaxies), le groupe de M88 (13 galaxies, M88 = NGC 4501), le groupe de NGC 4461 (9 galaxies), le groupe de M61 (32 galaxies, M61 = NGC 4303), le groupe de NGC 4442 (13 galaxies), le groupe de M87 (96 galaxies, M87 = NGC 4486), le groupe de M49 (127 galaxies, M49 = NGC 4472), le groupe de NGC 4535 (14 galaxies) et le groupe de NGC 4753 (15 galaxies). Ces onze groupes font partie de l'amas de la Vierge et ils renferment 396 galaxies. Certaines galaxies de la liste de Mahtessian ne figurent cependant dans aucun des groupes de Garcia et vice versa.